# Meriola barrosi
Meriola barrosi là một loài nhện trong họ Trachelidae.
Loài này thuộc chi Meriola. Meriola barrosi được Cândido Firmino de Mello-Leitão miêu tả năm 1951.